# サンドパイパー (砲艦)
サンドパイパー (HMS Sandpiper) は、イギリス海軍が第一次世界大戦後に建造した砲艦。同型艦はない。
イギリスが世界中に持っていた植民地や保護国を警備するために建造された艦である。

## 艦歴
イギリス、ハンプシャー州ウールストン造船所で建造してから分解した後、中国江南の造船所で組み立てて就役させた。1939年9月より長江で哨戒活動に従事。1941年より大日本帝国との戦闘が開始したため、1942年1月に中華民国へ譲渡。2月より中華民国海軍「英豪（Ying Hao）」として就役。1948年に中華人民共和国軍に接収された。同国で1970年に除籍された。

## 参考図書
- 「Conway All The World's Fightingships 1922-1946」（Conway） p.78、P.413

## 参考リンク
- HMS Sandpiper (T 41) 本艦のスペックのあるページ。
- HMS SANDPIPER - River Gunboat  本艦の艦歴のあるページ。（英語）